# Luigi Socini Guelfi

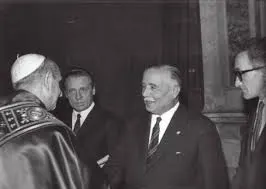
Luigi Socini Guelfi con Paolo VI

Luigi Socini Guelfi (Siena, 22 ottobre 1906 – Siena, 18 agosto 2008) è stato un politico italiano.

## Biografia
Luigi Socini Guelfi nacque a Siena il 22 ottobre 1906 da Livio Socini e da Angiola Guelfi, esponente della nobiltà cittadina. Laureatosi in ingegneria civile a Pisa nel 1929, si dedicò alla professione presso lo studio paterno, oltre a gestire i possedimenti agricoli familiari e a condurre attività imprenditoriale nelle proprie aziende, tra cui la storica "La Casaccia" posta nei dintorni di Siena, proprietà della famiglia da oltre tre secoli.
Dopo aver svolto il servizio militare come capitano di artiglieria, fu podestà di Trequanda dal 1931 al 1935, presidente del Consorzio agrario interprovinciale di Siena e Grosseto dal 1935 al 1938, nonché presidente del Consorzio acquedotto del Vivo. Nel 1938 divenne podestà di Siena al posto di Mario Tadini Buoninsegni, che lasciò l'impegno a seguito dei problemi sorti con il governo in conseguenza della riforma della banca Monte dei Paschi operata nel 1936. Dal 1941 al 1942 fu richiamato alle armi in Sicilia, partecipando alla guerra prima col grado di tenente, poi di capitano di complemento. Di rientro a Siena, traghettò la città nei mesi del passaggio del fronte, lasciando ufficialmente la carica di podestà il 18 luglio 1944 e consegnando l'amministrazione al commissario prefettizio Carlo Ciampolini, che fu poi nominato sindaco.
Nel settembre 1944 promosse tramite la società di famiglia la costituzione dell'Associazione industriali della provincia di Siena, del cui Comitato esecutivo fu membro nel 1962 e della quale divenne nel 1979 vice-presidente delegato ai rapporti esterni. Parallelamente fu preside dell'Istituto tecnico industriale "Tito Sarrocchi", membro del consiglio di amministrazione dell'Ente provinciale per il turismo e dal 1957 al 1968 presidente della Camera di commercio di Siena, nella cui veste si prodigò per la realizzazione dell'Enoteca italiana permanente, il mercato ortofrutticolo all'ingrosso e la costituzione di un ente nazionale per la mostra-mercato dei vini d'Italia.
Fu attivo anche in campo culturale, entrando nel 1955 all'Accademia dei Rozzi e partecipando alla fondazione e alle attività del Rotary Club di Siena, di cui fu presidente nel 1970. Prese parte attivamente alla vita cittadina, rivestendo la carica di rettore e di capitano della Contrada del Bruco, nonché rettore del Magistrato delle Contrade dal 1965 al 1974, succedendo al fondatore, il conte Guido Chigi-Saracini. Nel 1977 gli venne attribuito quale riconoscimento civico il Mangia d'oro dal "Concistoro del Monte del Mangia"; nel 1989 fu inoltre insignito del grand'ufficialato dell'Ordine al merito della Repubblica italiana.
Luigi Socini Guelfi è morto a Siena il 18 agosto 2008 all'età di centodue anni.

## Pubblicazioni (parziale)
- Accademia per le arti e per le lettere di Siena. Seduta inaugurale dell'anno accademico 1940-41 presieduta dall'eccellenza Bottai ministro per l'Educazione nazionale, in «Bullettino Senese di Storia Patria», XLVII (1940), pp. 277–281.
- Premessa, in Atti del Convegno nazionale del bosco ceduo con particolare riguardo alla macchia mediterranea. (Siena, 7-9 dicembre 1958), Siena, Ticci, 1959.
- Dalle stanze della nobile contrada del Bruco, Siena, La Diana, 1970.
- Immagini del Palio di ieri, in A. Savelli, L. Vigni (a cura di), Uomini e contrade di Siena. Memoria e vita ai una tradizione cittadina, Siena, Pistolesi, 2004, pp. 449–451.